# Kapseglare
Kapseglare (Apus barbatus) är en fågel i familjen seglare.

## Utseende och läte
Kapseglaren är en mörk och kraftig seglare med tydligt vit strupe och kontrasterande gråaktig panel på vingens inre del. Lätet är ett ljust skri, återgivet som "zzzzzzzzzZZZZTTT". Liknande tornseglaren har mindre strupfläck och saknar den ljusare vingpanelen. Nyanzaseglaren är brunare och har istället en ljusare vingpanel än kapseglaren.

## Utbredning och systematik
Arten delas numera vanligen in i sju underarter med följande utbredning:
- Apus barbatus glanvillei – Sierra Leone
- Apus barbatus serlei – västra Kamerun (Bamenda)
- Apus barbatus roehli – östra Etiopien genom Uganda och Kenya till Malawi, östra Kongo-Kinshasa samt nordöstra Angola
- Apus barbatus hollidayi – Viktoriafallen på gränsen mellan Zambia och Zimbabwe
- Apus barbatus oreobates – Zimbabwe till Moçambique
- Apus barbatus barbatus – Sydafrika
- Apus barbatus sladeniae –  sydvästra Nigeria, västra Kamerun, västra Angola och ön Bioko i Guineabukten

Arten är stannfågel i norr och flyttfågel i Sydafrika. Underarten sladeniae har urskiljts av vissa som egen art.

## Levnadssätt
Kapseglaren flyger kraftfullt och högt. Den kan täcka över 1000 km per dag och samlas ofta i större grupper vid termitutbrott eller bränder för att fånga insekter. 

## Status och hot
IUCN bedömer hotstatus för sladeniae och övriga underarter var för sig. Den förra placeras i kategorin kunskapsbrist, övriga tillsammans i livskraftig.

## Bilder

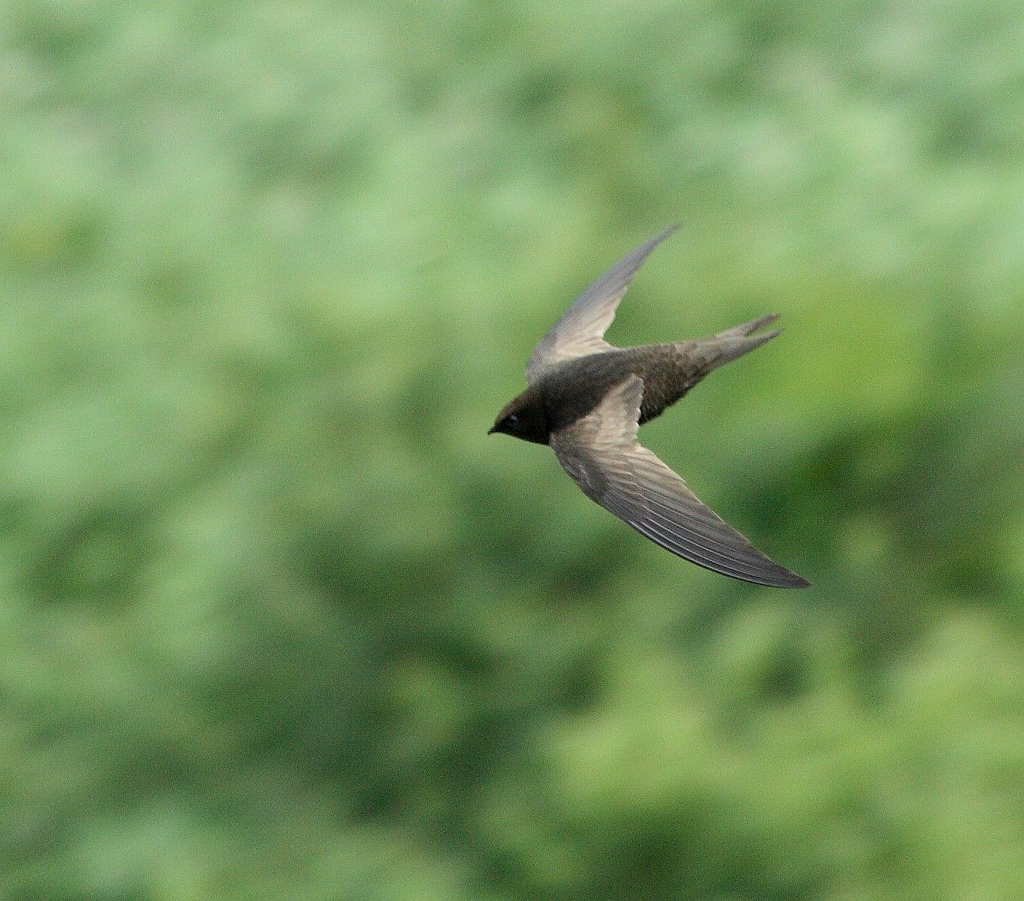
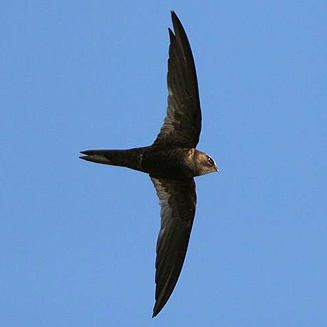